# سلنگه (بولگان)
سلنگه (به لاتین: Selenge) یک منطقهٔ مسکونی در مغولستان است که در استان بولگن واقع شده‌است.